# Валери Кулинов
Валери Кулинов (роден на 3 март 1961) е бивш български футболист, полузащитник.
Роден е на 3 март 1961 г. в Бобошево. Висок е 176 см и тежи 65 кг. Играл е като полузащитник и плеймейкър за Ботев (Бобошево), Марек, ЦСКА, Дунав, Лавал (Франция)има 44 мача и 5 гола, Феиренсе21 мача 3 гола (Португалия). В А група има 154 мача и 18 гола, Б ПФГ има 227 мача и 39 гола. Шампион и носител на купата на страната през 1983 г. с ЦСКА. Избран за най-добър футболист на отбора от публиката на Лавал. Финалист за Купата на ПФЛ през 1995 г. с Дунав. Има 1 мач за КЕШ с ЦСКА и 6 мача за националния отбор. Бивш старши треньор на Дунав и играещ старши треньор на Ботев (Бобошево) ,Локомотив (Русе) и Дунав (Русе).

## Статистика по сезони
- Марек - 1980/81 - А група, 19/1
- Марек - 1981/82 - А група, 25/3
- ЦСКА - 1982/83 - А група, 9/0
- Дунав - 1983/84 - Б група, 31/8
- Дунав - 1984/85 - А група, 28/5
- Дунав - 1985/86 - А група, 25/2
- Дунав - 1986/87 - Б група, 36/7
- Дунав - 1987/88 - Б група, 38/6
- Дунав - 1988/89 - А група, 29/4
- Лавал - 1989/90 - Лига 2, 13/3
- Лавал - 1990/91 - Лига 2, 17/0
- Лавал - 1991/ес. - Лига 2, 10/0
- Дунав - 1992/пр. - Б група, 16/2
- Феиренсе - 1992/93 - Лига де Онра, 19/2
- Дунав - 1993/94 - Б група, 23/5
- Дунав - 1994/95 - Б група, 28/6
- Дунав - 1995/96 - Б група, 35/4
- Дунав - 1996/97 - В група, 26/5
- Дунав-Раковски - 1997/98 - Б група, 14/1
- Ботев (Бобошево) - 1998/пр. - А ОФГ, 11/3
- Дунав - 1998/99 - В група, 25/7
- Дунав - 1999/ес. - Б група, 6/0
- Локомотив (Русе) - 2000/пр. - Б група, 17/3
- Локомотив (Русе) - 2000/ес. - Б група, 11/2